# Лиса Липа
Лиса Липа, також Купна — річка в Україні, у межах Іллінецького району Вінницької області. Ліва притока Собу (басейн Південного Бугу). 
Тече через села Яструбинці, Купчинці та смт Дашів. Впадає у Соб за 50 км від гирла. Довжина — 17 км, площа басейну — 120 км².
Притоки: Котовий (ліва).

## Галерея

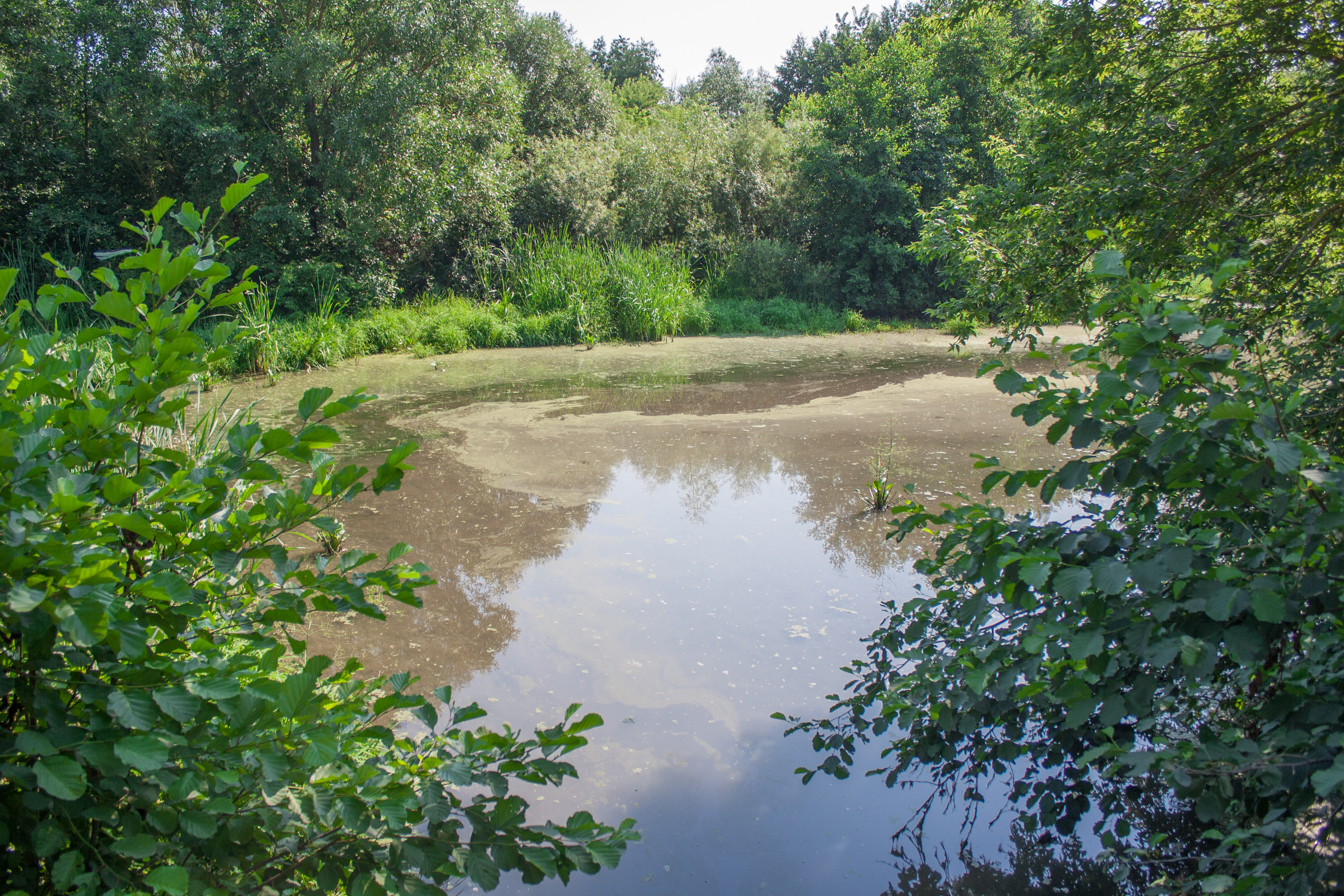
Річка в селі Яструбинці